# 메지로 대학
메지로대학(目白大学, Mejiro University)은 도쿄도 신주쿠구 나카오치아이 욘쵸메 31번 1호에 본부를 둔 일본의 사립대학이다. 1918년에 설립되었다.  대학의 약칭은 메지로대. 신주쿠 캠퍼스에 병설하는 여자 중학·고등학교는 2009년도(헤이세이 21년)에 공학화되어 학교명이 메지로 연심 중학교·고등학교로 변경되었다.